# Nachricht (Journalismus)
Die Nachricht ist eine kurze journalistische Darstellungsform und teilt eine Neuigkeit mit, die für den Nutzer von Interesse ist. Im Journalismus ist sie die zentrale informationsorientierte Darstellungsform. In ihrer kürzesten Form wird sie auch Meldung oder Kurzmeldung genannt; längere Ausprägungen heißen Bericht. Als wiederkehrendes Format spricht man von Nachrichtensendung oder schlicht Nachrichten.
Eine Exklusivmeldung wird auf Englisch auch als Scoop bezeichnet und in der Schweiz als Primeur.

## Beschaffenheit
Im Gegensatz zum Kommentar sollte eine Nachricht objektiv überprüfbare Sachverhalte darstellen und frei von subjektiven Einflüssen sein. Subjektive Färbungen durch Auswahl oder Wortwahl sollen vermieden werden, kommen jedoch in der Praxis häufig vor. Der Plural Nachrichten bezeichnet eine Art von Hörfunk- bzw. Fernsehsendungen.

## Definitionen
- Die Brüder Grimm beschreiben in ihrem Wörterbuch, dass „Nachricht, f. erst seit dem 18 jahrh. belegt ist und erstens eine  mittheilung zum darnachrichten sei und überhaupt zweitens die mittheilung einer begebenheit u.s.w.“ darstellt.[1]
- Die BBC sagt 1976: „Nachrichten sind neue sowie wahrheitsgemäß und sorgfältig wiedergegebene Informationen, die
  - a) aktuelle Ereignisse überall auf der Welt zum Gegenstand haben, die
  - b) gegenübergestellt werden anderen wahrheitsgemäß und sorgfältig erarbeiteten Hintergrundinformationen, die zuvor jedoch wie Nachrichten behandelt werden müssen, die
  - c) auf faire Weise von ausgebildeten Journalisten ausgewählt werden, dies jedoch ohne künstliches Ausbalancieren und ohne persönliche politische Motivation oder redaktionelle Einfärbung, die
  - d) in eine Nachrichtensendung aufgenommen werden, weil sie interessant, von allgemeiner Bedeutung oder aber in den Augen der erwähnten Journalisten für die Zuhörer von persönlichem Belang sind, und die
  - e) ohne Furcht objektiv gestaltet werden mit Blick auf die geltenden Gesetze und auf die Programmgrundsätze der BBC bezüglich guten Geschmacks und journalistische Grundsätze.“[2]

- Joachim Westerbarkey schreibt: „Nachrichten sind deskriptive Aussagen von geringer thematischer und sprachlicher Komplexität über Ereignisse. Ereignisse sind Veränderungen von Beständen oder Veränderungen von Veränderungen, die als solche wahrgenommen werden.“[3]
- Nachrichtendefinition von Dietz Schwiesau und Josef Ohler: „Die Nachricht ist eine direkte, auf das Wesentliche konzentrierte und möglichst objektive Mitteilung über ein neues Ereignis, das für die Öffentlichkeit wichtig und interessant ist.“[4]

## Geschichte
Die zunehmende Verbreitung wöchentlich und täglich erscheinender Zeitungen im 19. Jahrhundert eröffnete weite Kommunikationsräume für journalistische Nachrichten. Die Londoner Tageszeitung The Times brachte am Ende des 19. Jahrhunderts Nachrichten aus der ganzen Welt und wurde in allen Kontinenten gelesen. Freiheit der öffentlichen Meinungsäußerung in Form der Pressefreiheit war eine Grundlage für die entstehende Nachrichtenexplosion. Württemberg war der erste deutsche Staat, der 1864 die Pressefreiheit einführte. Im Deutschen Reich wurde die Pressefreiheit 1874 durch das Reichspressegesetz gesetzlich legitimiert. In den USA verbot der Kongress bereits 1791 in einem Amendment zur Verfassung jegliche Einmischung der gesetzgebenden Organe in Einschränkung der Rede- und Pressefreiheit.
Zunehmend wurden in der Folge Nachrichten aufgenommen, die über den regionalen und sozialen Erfahrungshorizont der Leser hinausgingen. Die großen Zeitungen fühlten sich bis zum Ende des 19. Jahrhunderts für Nachrichten aus aller Welt zuständig. Parallel dazu erfuhren die Nachrichten verstärkte Aktualisierung. 1856 waren in Deutschland erst 11 Prozent, 1906 bereits 95 Prozent der Nachrichten nicht älter als einen Tag. Die verstärkt industrielle Herstellungsweise der Pressemedien (Linotype-Setzmaschine) leistete einen hohen Beitrag zur Aktualisierung und Verbreitung journalistischer Nachrichten. Die Erfindung und Umsetzung der Überlandtelegrafie ab 1844 hatte einen ebenso prägenden Einfluss für die Nachrichtenübermittlung wie die das erste dauerhaft funktionierende Seekabel durch den Ärmelkanal 1851 bzw. 1866 über den Atlantik.
London war das globale Zentrum für die Nachrichtenübermittlung. 1851 eröffnete Paul Julius Reuter in London eine Nachrichtenagentur mit globaler Reichweite. Ab 1899 konnte Guglielmo Marconi Nachrichtenmeldungen über den Ärmelkanal und ab 1901 erstmals über den Atlantik funken. Die New York World erreichte als erste Zeitung eine Millionenauflage mit 1,5 Millionen Exemplaren im Jahr 1898, gefolgt von der britischen Dayly Mail mit 898000 Exemplaren im Jahr 1900.

## Stil und Inhalt
Am Anfang einer Nachricht steht in der Tagespresse meist eine Orts- oder Spitzmarke. Wichtigste Inhalte der Nachricht sind die Antworten auf die journalistischen W-Fragen:
- Wer wurde betroffen, war daran beteiligt, sagte…?
- Wo hat das Ereignis stattgefunden?
- Was ist passiert?

Ferner:
- Warum ist das Ereignis eingetreten?
- Wie trug sich das alles zu?
- Wann ist das alles passiert? (kann auch durch kürzlich, unlängst,… ersetzt werden)
- Woher stammt die Nachricht?